# Washington Open
Washington Open (Citi Open за назвою поточного спонсора) — об'єднаний чоловічий та жіночий тенісний турнір, що проходить у Вашингтоні, округ Колумбія, США, у серпні на кортах з твердим покриттям. Чоловіча частина турніру входить до серії 500 ATP,  а жіноча має статус міжнародного турніру WTA. До 2015-го чоловіча частина турніру була частиною US Open Series.

## Фінали

### Чоловіки. Одиночний розряд
| Рік  | Чемпіон                             | Фіналіст                            | Рахунок                             |
| ---- | ----------------------------------- | ----------------------------------- | ----------------------------------- |
| 1969 | Томаз Кох                           | Артур Еш                            | 7–5, 9–7, 4–6, 2–6, 6–4             |
| 1970 | Кліфф Річі                          | Артур Еш                            | 7–5, 6–1, 6–2                       |
| 1971 | Кен Роузволл                        | Марті Ріссен                        | 6–2, 7–5, 6–1                       |
| 1972 | Тоні Рош                            | Марті Ріссен                        | 3–6, 7–6, 6–4                       |
| 1973 | Артур Еш                            | Том Оккер                           | 6–4, 6–2                            |
| 1974 | Гаролд Соломон                      | Гільєрмо Вілас                      | 1–6, 6–3, 6–4                       |
| 1975 | Гільєрмо Вілас                      | Гаролд Соломон                      | 6–1, 6–3                            |
| 1976 | Джиммі Коннорс                      | Рауль Рамірес                       | 6–2, 6–4                            |
| 1977 | Гільєрмо Вілас (2)                  | Браян Готтфрід                      | 6–4, 7–5                            |
| 1978 | Джиммі Коннорс (2)                  | Едді Діббз                          | 7–5, 7–5                            |
| 1979 | Гільєрмо Вілас (3)                  | Віктор Печчі ст.                    | 7–6(7–4), 7–6(7–3)                  |
| 1980 | Браян Готтфрід                      | Хосе Луїс Клерк                     | 7–5, 4–6, 6–4                       |
| 1981 | Хосе Луїс Клерк                     | Гільєрмо Вілас                      | 7–5, 6–2                            |
| 1982 | Іван Лендл                          | Джиммі Аріас                        | 6–3, 6–3                            |
| 1983 | Хосе Луїс Клерк (2)                 | Джиммі Аріас                        | 6–3, 3–6, 6–0                       |
| 1984 | Андрес Гомес                        | Аарон Крікштайн                     | 6–2, 6–2                            |
| 1985 | Яннік Ноа                           | Мартін Хайте                        | 6–4, 6–3                            |
| 1986 | Карел Новачек                       | Тьєррі Тюлан                        | 6–1, 7–6                            |
| 1987 | Іван Лендл (2)                      | Бред Гілберт                        | 6–1, 6–0                            |
| 1988 | Джиммі Коннорс (3)                  | Андрес Гомес                        | 6–1, 6–4                            |
| 1989 | Тім Майотт                          | Бред Гілберт                        | 3–6, 6–4, 7–5                       |
| 1990 | Андре Агассі                        | Джим Гребб                          | 6–1, 6–4                            |
| 1991 | Андре Агассі (2)                    | Петр Корда                          | 6–3, 6–4                            |
| 1992 | Петр Корда                          | Генрік Гольм                        | 6–4, 6–4                            |
| 1993 | Амос Мансдорф                       | Тодд Мартін                         | 7–6(7–3), 7–5                       |
| 1994 | Стефан Едберг                       | Джейсон Столтенберг                 | 6–4, 6–2                            |
| 1995 | Андре Агассі (3)                    | Стефан Едберг                       | 6–4, 2–6, 7–5                       |
| 1996 | Майкл Чанг                          | Вейн Феррейра                       | 6–2, 6–4                            |
| 1997 | Майкл Чанг (2)                      | Петр Корда                          | 5–7, 6–2, 6–1                       |
| 1998 | Андре Агассі (4)                    | Скотт Дрейпер                       | 6–2, 6–0                            |
| 1999 | Андре Агассі (5)                    | Євген Кафельніков                   | 7–6(7–3), 6–1                       |
| 2000 | Алекс Корретха                      | Андре Агассі                        | 6–2, 6–3                            |
| 2001 | Енді Роддік                         | Сьєнг Схалькен                      | 6–2, 6–3                            |
| 2002 | Джеймс Блейк                        | Парадорн Срічапхан                  | 1–6, 7–6(7–5), 6–4                  |
| 2003 | Тім Генман                          | Фернандо Гонсалес                   | 6–3, 6–4                            |
| 2004 | Ллейтон Г'юїт                       | Жиль Мюллер                         | 6–3, 6–4                            |
| 2005 | Енді Роддік (2)                     | Джеймс Блейк                        | 7–5, 6–3                            |
| 2006 | Арно Клеман                         | Енді Маррей                         | 7–6(7–3), 6–2                       |
| 2007 | Енді Роддік (3)                     | Джон Ізнер                          | 6–4, 7–6(7–4)                       |
| 2008 | Хуан Мартін дель Потро              | Віктор Троїцький                    | 6–3, 6–3                            |
| 2009 | Хуан Мартін дель Потро (2)          | Енді Роддік                         | 3–6, 7–5, 7–6(8–6)                  |
| 2010 | Давид Налбандян                     | Маркос Багдатіс                     | 6–2, 7–6(7–4)                       |
| 2011 | Радек Штепанек                      | Гаель Монфіс                        | 6–4, 6–4                            |
| 2012 | Олександр Долгополов                | Томмі Гас                           | 6–7(7–9), 6–4, 6–1                  |
| 2013 | Хуан Мартін дель Потро (3)          | Джон Ізнер                          | 3–6, 6–1, 6–2                       |
| 2014 | Мілош Раонич                        | Вашек Поспішил                      | 6–1, 6–4                            |
| 2015 | Нішікорі Кеі                        | Джон Ізнер                          | 4–6, 6–4, 6–4                       |
| 2016 | Гаель Монфіс                        | Іво Карлович                        | 5–7, 7–6(8–6), 6–4                  |
| 2017 | Александр Звєрєв                    | Кевін Андерсон                      | 6–4, 6–4                            |
| 2018 | Александр Зверєв (2)                | Алекс де Мінор                      | 6–2, 6–4                            |
| 2019 | Нік Киріос                          | Данило Медвєдєв                     | 7–6(8–6), 7–6(7–4)                  |
| 2020 | Не відбувся через пандемію COVID-19 | Не відбувся через пандемію COVID-19 | Не відбувся через пандемію COVID-19 |
| 2021 | Яннік Сіннер                        | Маккензі Макдоналд                  | 7–5, 4–6, 7–5                       |
| 2022 | Нік Киріос (2)                      | Йосіхіто Нісіока                    | 6–4, 6–3                            |
| 2023 | Ден Еванс                           | Таллон Ґрікспор                     | 7–5, 6–3                            |
| 2024 | Себастьян Корда                     | Флавіо Коболлі                      | 4–6, 6–2, 6–0                       |
| 2025 | Алекс де Мінор                      | Алехандро Давидович Фокіна          | 5–7, 6–1, 7–6(7–3)                  |

### Чоловіки. Парний розряд
| Рік  | Чемпіонки                               | Фіналістки                            | Рахунок                             |
| ---- | --------------------------------------- | ------------------------------------- | ----------------------------------- |
| 1969 | Патрісіо Корнехо Хайме Фільйоль         | Роберт Лутц Стен Сміт                 | 4–6, 6–1, 6–4                       |
| 1970 | Боб Г'юїтт Фрю Макміллан                | Іліє Настасе Йон Циріак               | 7–5, 6–0                            |
| 1971 | Том Оккер Марті Ріссен                  | Боб Кармайкл Рей Раффелз              | 7–6, 6–2                            |
| 1972 | Том Оккер (2) Марті Ріссен (2)          | Джон Ньюкомб Тоні Рош                 | 3–6, 6–3, 6–2                       |
| 1973 | Росс Кейс Джефф Мастерз                 | Дік Крілі Ендрю Паттісон              | 2–6, 6–1, 6–4                       |
| 1974 | Том Гормен Марті Ріссен (3)             | Патрісіо Корнехо Хайме Фільйоль       | 7–5, 6–1                            |
| 1975 | Роберт Лутц Стен Сміт                   | Браян Готтфрід Рауль Рамірес          | 7–5, 2–6, 6–1                       |
| 1976 | Браян Готтфрід Рауль Рамірес            | Артур Еш Джиммі Коннорс               | 6–3, 6–3                            |
| 1977 | Джон Александер Філ Дент                | Фред Макнейр Шервуд Стюарт            | 7–5, 7–5                            |
| 1978 | Артур Еш Боб Г'юїтт (2)                 | Фред Макнейр Рауль Рамірес            | 6–3, 6–4                            |
| 1979 | Марті Ріссен (4) Шервуд Стюарт          | Браян Готтфрід Рауль Рамірес          | 2–6, 6–3, 6–4                       |
| 1980 | Ганс Гільдемайстер Андрес Гомес         | Джин Маєр Сенді Маєр                  | 6–4, 7–5                            |
| 1981 | Рауль Рамірес (2) Вен Вінітскі          | Павел Сложил Ферді Тейген             | 5–7, 7–6, 7–6                       |
| 1982 | Рауль Рамірес (3) Вен Вінітскі (2)      | Ганс Гільдемайстер Андрес Гомес       | 7–5, 7–6                            |
| 1983 | Марк Діксон Кассіо Мотта                | Пол Макнамі Ферді Тейген              | 6–2, 1–6, 6–4                       |
| 1984 | Павел Сложил Ферді Тейген               | Дрю Джитлін Блейн Вілленборг          | 7–6, 6–1                            |
| 1985 | Ганс Гільдемайстер (2) Віктор Печчі     | Девід Грем Балас Тарочі               | 6–3, 1–6, 6–4                       |
| 1986 | Ганс Гільдемайстер (3) Андрес Гомес (2) | Рікардо Асіолі Сезар Кіст             | 6–3, 7–5                            |
| 1987 | Гері Доннеллі Пітер Флемінг             | Лорі Вордер Блейн Вілленборг          | 6–2, 7–6                            |
| 1988 | Рік Ліч Джим П'ю                        | Хорхе Лосано Тодд Вітскен             | 6–3, 6–7, 6–2                       |
| 1989 | Ніл Брод Гері Мюллер                    | Джим Гребб Патрік Макінрой            | 6–7, 7–6, 6–4                       |
| 1990 | Грант Коннелл Гленн Мічібата            | Хорхе Лосано Тодд Вітскен             | 6–3, 6–7, 6–2                       |
| 1991 | Скотт Девіс Девід Піт                   | Кен Флек Роберт Сегусо                | 6–4, 6–2                            |
| 1992 | Брет Гарнетт Джаред Палмер              | Кен Флек Тодд Вітскен                 | 6–2, 6–3                            |
| 1993 | Байрон Блек Рік Ліч (2)                 | Грант Коннелл Патрік Гелбрайт         | 6–4, 7–5                            |
| 1994 | Грант Коннелл (2) Патрік Гелбрайт       | Йонас Бйоркман Якоб Гласек            | 6–4, 4–6, 6–3                       |
| 1995 | Олів'є Делетр Джефф Таранго             | Петр Корда Циріл Сук                  | 1–6, 6–3, 6–2                       |
| 1996 | Грант Коннелл (3) Скотт Девіс (2)       | Дуг Флек Кріс Вудрафф                 | 7–6, 3–6, 6–3                       |
| 1997 | Люк Дженсен Мерфі Дженсен               | Невілл Годвін Фернон Віб'єр           | 6–4, 6–4                            |
| 1998 | Грант Стаффорд Кевін Улльєтт            | Вейн Феррейра Патрік Гелбрайт         | 6–2, 6–4                            |
| 1999 | Джастін Гімелстоб Себастьян Ларо        | Девід Адамс Джон-Лаффні де Ягер       | 7–5, 6–7, 6–3                       |
| 2000 | Алекс О'Браєн Джаред Палмер (2)         | Андре Агассі Саргіс Саргсян           | 7–5, 6–1                            |
| 2001 | Мартін Дамм Давід Пріносіл              | Боб Браян Майк Браян                  | 7–6, 6–3                            |
| 2002 | Вейн Блек Кевін Улльєтт (2)             | Боб Браян Майк Браян                  | 3–6, 6–3, 7–5                       |
| 2003 | Євген Кафельніков Саргіс Саргсян        | Кріс Гаґґард Пол Генлі                | 7–5, 4–6, 6–2                       |
| 2004 | Кріс Гаґґард Роббі Куніґ                | Тревіс Перротт Дмитро Турсунов        | 7–6, 6–1                            |
| 2005 | Боб Браян Майк Браян                    | Вейн Блек Кевін Улльєтт               | 6–4, 6–2                            |
| 2006 | Боб Браян (2) Майк Браян (2)            | Пол Генлі Кевін Улльєтт               | 6–3, 5–7, [10–3]                    |
| 2007 | Боб Браян (3) Майк Браян (3)            | Джонатан Ерліх Енді Рам               | 7–6, 3–6, [10–7]                    |
| 2008 | Марк Гіккель Роберт Ліндстедт           | Бруно Суарес Кевін Улльєтт            | 7–6, 6–3                            |
| 2009 | Мартін Дамм (2) Роберт Ліндстедт (2)    | Маріуш Фирстенберг Марцін Матковський | 7–5, 7–6                            |
| 2010 | Марді Фіш Марк Ноулз                    | Томаш Бердих Радек Штепанек           | 4–6, 7–6(9–7), [10–7]               |
| 2011 | Мікаель Льодра Ненад Зімоньїч           | Роберт Ліндстедт Горія Текеу          | 6–7(3–7), 7–6(8–6), [10–7]          |
| 2012 | Тріт Конрад Х'юї Домінік Інглот         | Кевін Андерсон Сем Кверрі             | 7–6(7–5), 6–7(7–9), [10–5]          |
| 2013 | Жульєн Беннето Ненад Зімоньїч (2)       | Марді Фіш Радек Штепанек              | 7–6(7–5), 7–5                       |
| 2014 | Жан-Жульєн Роєр Горія Текеу             | Сем Грот Леандер Паес                 | 7–5, 6–4                            |
| 2015 | Боб Браян (4) Майк Браян (4)            | Іван Додіг Марсело Мело               | 6–4, 6–2                            |
| 2016 | Деніел Нестор Едуар Роже-Васслен        | Лукаш Кубот Александр Пея             | 7–6, 7–6                            |
| 2017 | Генрі Контінен Джон Пірс                | Лукаш Кубот Марсело Мело              | 7–6(7–5), 6–4                       |
| 2018 | Джеймі Маррей Бруно Соарес              | Майк Браян Едуар Роже-Васслен         | 3–6, 6–3, [10–4]                    |
| 2019 | Равен Класен Майкл Вінус                | Жан-Жульєн Роєр Горія Текеу           | 3-6 6-3 [10-2]                      |
| 2020 | Не відбувся через пандемію COVID-19     | Не відбувся через пандемію COVID-19   | Не відбувся через пандемію COVID-19 |
| 2021 | Равен Класен Бен Маклахлан              | Ніл Скупскі Майкл Вінус               | 7–6(7–4), 6–4                       |
| 2022 | Нік Киріос Джек Сок                     | Іван Додіг Остін Крайчек              | 7–5, 6–4                            |
| 2023 | Максімо Гонсалес Андрес Мольтені        | Маккензі Макдоналд Ben Shelton        | 6–7, 6–2, [10-8]                    |
| 2024 | Натаніел Ламмонс Джексон Вітроу         | Рафаель Матос Марсело Мело            | 7–5, 6–3                            |
| 2025 | Сімоне Болеллі Андреа Вавассорі         | Юго Нис Едуар Роже-Васслен            |                                     |

### Жінки. Одиночний розряд
| Рік                 | Чемпіонка                           | Фіналістка                          | Рахунок                             |
| ------------------- | ----------------------------------- | ----------------------------------- | ----------------------------------- |
| 2011                | Надія Петрова                       | Шахар Пеєр                          | 7–5, 6–2                            |
| 2012                | Маґдалена Рибарікова                | Анастасія Павлюченкова              | 6–1, 6–1                            |
| 2013                | Маґдалена Рибарікова (2)            | Андреа Петкович                     | 6–4, 7–6(7–2)                       |
| 2014                | Світлана Кузнецова                  | Нара Курумі                         | 6–3, 4–6, 6–4                       |
| 2015                | Слоун Стівенс                       | Анастасія Павлюченкова              | 6–1, 6–2                            |
| 2016                | Яніна Вікмаєр                       | Лорен Девіс                         | 6–4, 6–2                            |
| 2017                | Катерина Макарова                   | Юлія Гергес                         | 3-6, 7-6(7-2), 6-0                  |
| 2018                | Світлана Кузнецова (2)              | Донна Векич                         | 4–6, 7–6(9–7), 6–2                  |
| 2019                | Джессіка Пегула                     | Каміла Джорджі                      | 6–2, 6–2                            |
| 2020-21             | Не відбувся через пандемію COVID-19 | Не відбувся через пандемію COVID-19 | Не відбувся через пандемію COVID-19 |
| ↓ Турніри WTA 250 ↓ |                                     |                                     |                                     |
| 2022                | Людмила Самсонова                   | Кая Канепі                          | 4–6, 6–3, 6–3                       |
| ↓ Турніри WTA 500 ↓ |                                     |                                     |                                     |
| 2023                | Корі Гофф                           | Марія Саккарі                       | 6–2, 6–3                            |
| 2024                | Паула Бадоса                        | Маріє Боузкова                      | 6–1, 4–6, 6–4                       |
| 2025                | Лейла Фернандес                     | Ганна Калінська                     | 6–1, 6–2                            |

### Жінки. Парний розряд
| Рік                 | Чемпіонки                           | Фіналістки                          | Рахунок                             |
| ------------------- | ----------------------------------- | ----------------------------------- | ----------------------------------- |
| 2011                | Саня Мірза Ярослава Шведова         | Ольга Говорцова Алла Кудрявцева     | 6–3, 6–3                            |
| 2012                | Аояма Сюко Чжан Кайчжень            | Ірина Фалконі Шанелль Схеперс       | 7–5, 6–2                            |
| 2013                | Аояма Сюко (2) Віра Душевіна        | Ежені Бушар Тейлор Таунсенд         | 6–3, 6–3                            |
| 2014                | Аояма Сюко (3) Габріела Дабровскі   | Хіроко Кувата Курумі Нара           | 6–1, 6–2                            |
| 2015                | Белінда Бенчич Крістіна Младенович  | Лара Арруабаррена Андрея Клепач     | 7–5, 7–6(9–7)                       |
| 2016                | Моніка Нікулеску Яніна Вікмаєр      | Аояма Сюко Ріса Одзакі              | 6–4, 6–3                            |
| 2017                | Аояма Сюко (4) Рената Ворачова      | Ежені Бушар Слоун Стівенс           | 6–3, 6–2                            |
| 2018                | Хань Сіньюнь Дарія Юрак             | Алекса Гуарачі Ерін Рутліфф         | 6–3, 6–2                            |
| 2019                | Кеті Макнеллі Корі Гофф             | Марія Санчес Фанні Штоллар          | 6–2 6–2                             |
| 2020-21             | Не відбувся через пандемію COVID-19 | Не відбувся через пандемію COVID-19 | Не відбувся через пандемію COVID-19 |
| ↓ Турніри WTA 250 ↓ |                                     |                                     |                                     |
| 2022                | Джессіка Пегула Ерін Рутліфф        | Ганна Калінська Кеті Макнеллі       | 6–3, 5–7, [12–10]                   |
| ↓ Турніри WTA 500 ↓ |                                     |                                     |                                     |
| 2023                | Лаура Зігемунд Віра Звонарьова      | Алекса Гуарачі Моніка Нікулеску     | 6–4, 6–4                            |
| 2024                | Ейжа Мугаммад Тейлор Таунсенд       | Цзян Сіньюй Wu Fang-hsien           | 7–6(7–0), 6–3                       |
| 2025                | Тейлор Таунсенд Чжан Шуай           | Керолайн Долегайд Софія Кенін       | 6–1, 6–1                            |